# Sistemes de metro

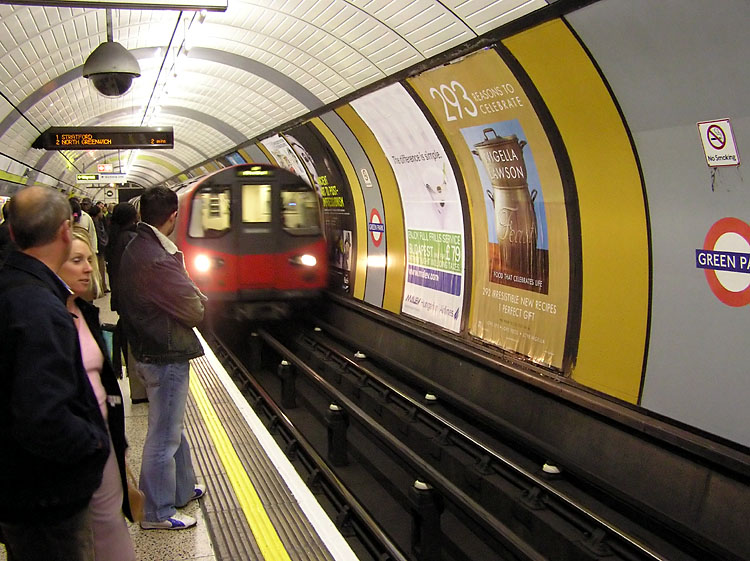
El London Underground, inaugurat en 1863, és el sistema de metro més antic del món.

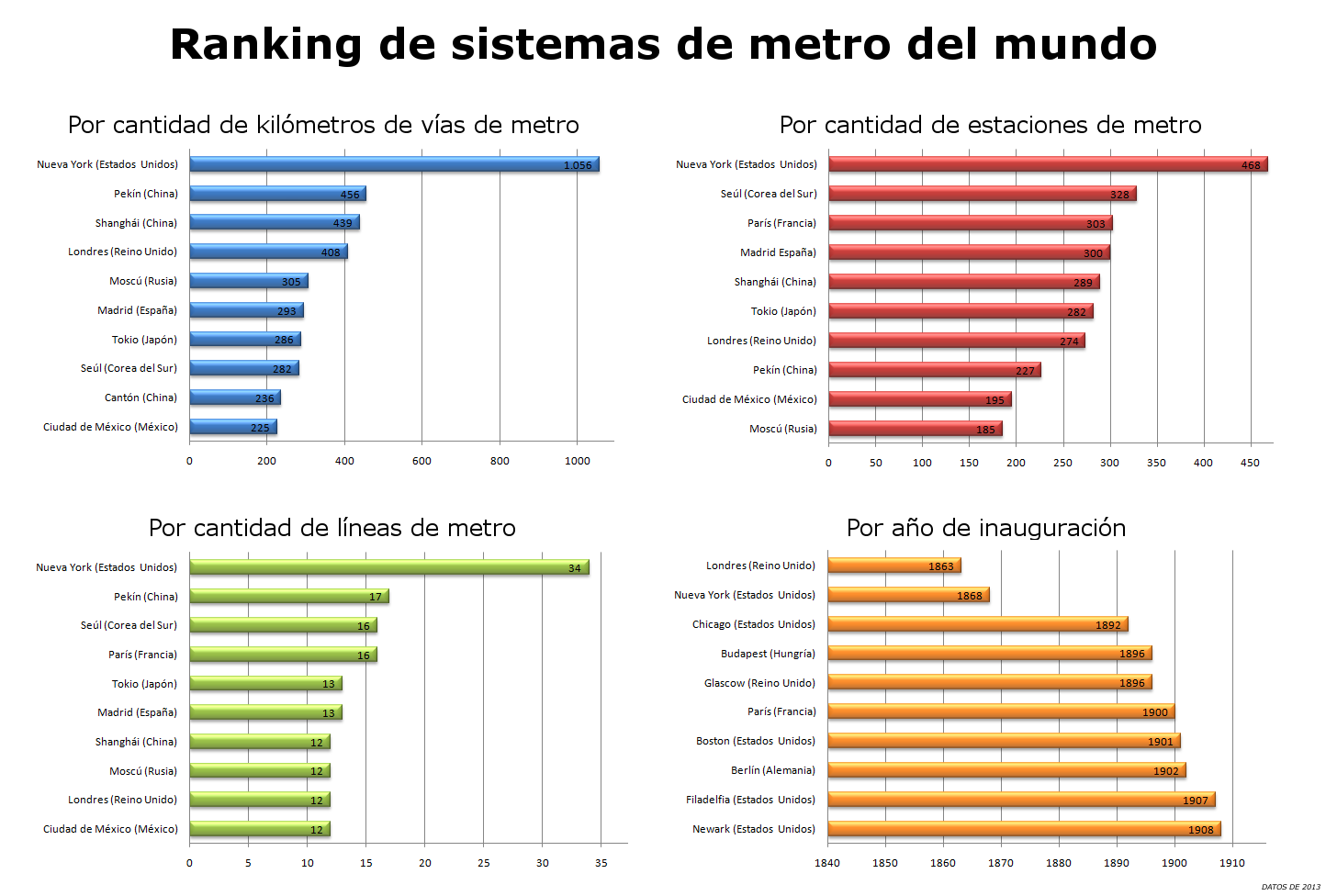
Rànquing de sistemes de metro del món.

En aquesta llista es recullen, en forma de taula, els sistemes de metro de tot el món. Un sistema de metro és un sistema de tren de trànsit ràpid que en alguns països són coneguts com a suburbans o subterranis.
En l'actualitat 195 ciutats, a 62 països, tenen un sistema de metro. El metro de Londres va inaugurar-se com a ferrocarril subterrani en 1863 i la seva primera línia de metro electrificada es va obrir en 1890, la qual cosa el converteix en el sistema de metro més antic del món. El metro de Xangai és la xarxa de metro més llarga del món amb 803 quilòmetres i té el major nombre de passatgers anuals amb més de dos mil vuit-cents milions de viatges. El metro de la ciutat de Nova York té el major nombre d'estacions amb 472. Des del 2023, el país amb més sistemes de metro és la Xina, amb 45 en funcionament.

## Sistemes de ferrocarril suburbà
La taula s'ordena per ordre cronològic d'entrada en servei, indicant mitjançant el codi de colors del mapa anterior la seva pertenença a un o un altre continent.
| #   | País                 | Localització                        | Logo | Nom                                                                   | Inauguració            | N.º lín. | N.º est. | Longitud (km)  | Passatgers/día     | Mapa de la xarxa |
| --- | -------------------- | ----------------------------------- | ---- | --------------------------------------------------------------------- | ---------------------- | -------- | -------- | -------------- | ------------------ | ---------------- |
| 001 | Regne Unit           | Londres                             |      | Metro de Londres                                                      | 10 de gener de 1863    | 11       | 270      | 408            | 3.370.000          |                  |
| 002 | Estats Units         | Nova York                           |      | Metro de Nova York                                                    | 27 d'octubre de 1904   | 24       | 472      | 394            | 5.465.034 (2013)   |                  |
| 003 | Estats Units         | Chicago                             |      | Metro de Chicago                                                      | 6 de juny de 1892      | 8        | 145      | 170,8          | 734.900 (2013)     |                  |
| 004 | Hongria              | Budapest                            |      | Metro de Budapest                                                     | 2 de maig de 1896      | 4        | 40       | 31,4           | 828.493 (2011)     |                  |
| 005 | Regne Unit           | Glasgow                             |      | Metro de Glasgow                                                      | 14 de desembre de 1896 | 1        | 15       | 10,4           | 35.767 (2009-2010) |                  |
| 006 | Estats Units         | Boston                              |      | Metro de Boston                                                       | 1 de setembre de 1897  | 4        | 51       | 51             | 549.100            |                  |
| 007 | França               | París                               |      | Metro de París                                                        | 19 de juliol de 1900   | 16       | 303      | 219,9          | 4.130.000          |                  |
| 008 | Alemanya             | Berlín                              |      | Metro de Berlín                                                       | 15 de febrer de 1902   | 10       | 170      | 151,7          | 1.390.000          |                  |
| 009 | Grècia               | Atenes                              |      | Metro d'Atenes                                                        | 16 de setembre de 1904 | 3        | 65       | 83,3           | 1.353.000          |                  |
| 010 | Estats Units         | Filadelfia                          |      | Metro de Filadelfia                                                   | 4 de març de 1907      | 4        | 62       | 40,6           | 333.600 (2013)     |                  |
| 011 | Estats Units         | Newark i Manhattan                  |      | Metro de Hudson                                                       | 25 de febrer de 1908   | 4        | 13       | 22,2           | 248.100 (2013)     |                  |
| 012 | Alemanya             | Hamburg                             |      | Metro d'Hamburg                                                       | 15 de febrer de 1912   | 4        | 91       | 104            | 572.000            |                  |
| 013 | Argentina            | Buenos Aires                        |      | Metro de Buenos Aires                                                 | 1 de desembre de 1913  | 7        | 90       | 56,7           | 890.000            |                  |
| 014 | Espanya              | Madrid                              |      | Metro de Madrid                                                       | 17 d'octubre de 1919   | 13       | 276      | 294            | 1.738.000          |                  |
| 015 | Espanya              | Barcelona                           |      | Metro de Barcelona                                                    | 30 de desembre de 1924 | 12       | 189      | 170            | 1.273.150          |                  |
| 016 | Japó                 | Tòquio                              |      | Línia Yamanote                                                        | 1 de novembre de 1925  | 1        | 29       | 34,5           | 3.725.247          |                  |
| 017 | Japó                 | Tòquio                              |      | Metro de Tòquio                                                       | 30 de desembre de 1927 | 13       | 179      | 195,1          | 6.307.390          |                  |
| 018 | Japó                 | Osaka                               |      | Metro d'Osaka                                                         | 20 de maig de 1933     | 8        | 101      | 129,9          | 2.319.896          |                  |
| 019 | Rússia               | Moscú                               |      | Metro de Moscú                                                        | 15 de maig de 1935     | 14       | 241      | 329,2          | 6.730.000          |                  |
| 020 | Estats Units         | Filadelfia                          |      | PATCO Speedline                                                       | 7 de juny de 1936      | 1        | 13       | 22,9           | 36.300 (2013)      |                  |
| 021 | Suècia               | Estocolm                            |      | Metro d'Estocolm                                                      | 1 d'octubre de 1950    | 7        | 100      | 105,7          | 874.316            |                  |
| 022 | Canadà               | Toronto                             |      | Metro de Toronto                                                      | 30 de març de 1954     | 4        | 69       | 68,3           | 901.200            |                  |
| 023 | Itàlia               | Roma                                |      | Metro de Roma                                                         | 9 de febrer de 1955    | 3        | 74       | 60             | 762.000            |                  |
| 024 | Estats Units         | Cleveland                           |      | Metro de Cleveland                                                    | 15 de març de 1955     | 3        | 52       | 31             | 19.300             |                  |
| 025 | Rússia               | Sant Petersburg                     |      | Metro de Sant Petersburg                                              | 15 de novembre de 1955 | 5        | 67       | 113,2          | 2.150.000          |                  |
| 026 | Japó                 | Nagoya                              |      | Metro de Nagoya                                                       | 15 de novembre de 1957 | 7        | 83       | 93,3           | 1.171.289          |                  |
| 027 | Israel               | Haifa                               |      | Metro de Haifa                                                        | 6 d'octubre de 1959    | 1        | 6        | 1,8            | 732.664            |                  |
| 028 | Portugal             | Lisboa                              |      | Metro de Lisboa                                                       | 29 de desembre de 1959 | 4        | 55       | 45,5           | 500.000            |                  |
| 029 | Ucraïna              | Kíiv                                |      | Metro de Kíiv                                                         | 6 de novembre de 1960  | 3        | 52       | 67,6           | 1.439.000          |                  |
| 030 | Japó                 | Tòquio                              |      | Metro Tòquio                                                          | 4 de desembre de 1960  | 4        | 106      | 109,1          | 2.325.117          |                  |
| 031 | Itàlia               | Milà                                |      | Metro de Milà                                                         | 1 de novembre de 1964  | 5        | 134      | 111,8          | 1.150.000          |                  |
| 032 | Noruega              | Oslo                                |      | Metro d'Oslo                                                          | 22 de maig de 1966     | 6        | 97       | 84,2           | 226.775            |                  |
| 033 | Canadà               | Montreal                            |      | Metro de Montreal                                                     | 14 d'octubre de 1966   | 4        | 68       | 65,3           | 1.241.000          |                  |
| 034 | Geòrgia              | Tbilisi                             |      | Metro de Tbilissi                                                     | 11 de desembre de 1966 | 2        | 22       | 27,1           | 255.000            |                  |
| 035 | Azerbaidjan          | Bakú                                |      | Metro de Bakú                                                         | 6 de novembre de 1967  | 3        | 25       | 36,7           | 500.000            |                  |
| 036 | Països Baixos        | Rotterdam                           |      | Metro de Rotterdam                                                    | 9 de febrer de 1968    | 5        | 62       | 78,3           | 250.000            |                  |
| 037 | Mèxic                | Ciutat de Mèxic                     |      | Metro de la Ciutat de Mèxic                                           | 4 de setembre de 1969  | 12       | 195      | 225,9          | 6.408.225          |                  |
| 038 | R.P. de la Xina      | Pequín                              |      | Metro de Pequín                                                       | 1 d'octubre de 1969    | 24       | 428      | 727            | 9.750.800          |                  |
| 039 | Alemanya             | Múnic                               |      | Metro de Múnic                                                        | 19 d'octubre de 1971   | 8        | 98       | 103,1          | 1.035.600          |                  |
| 040 | Japó                 | Sapporo                             |      | Metro de Sapporo                                                      | 16 de desembre de 1971 | 3        | 49       | 48             |                    |                  |
| 041 | Alemanya             | Nuremberg                           |      | Metro de Nuremberg                                                    | 1 de març de 1972      | 3        | 49       | 38,2           | 334.000            |                  |
| 042 | Estats Units         | San Francisco                       |      | Metro de San Francisco                                                | 11 de setembre de 1972 | 5        | 44       | 167            | 400.300 (2013)     |                  |
| 043 | Japó                 | Yokohama                            |      | Metro de Yokohama                                                     | 15 de desembre de 1972 | 2        | 42       | 53,4           | 650.000            |                  |
| 044 | Corea del Nord       | Pyonyang                            |      | Metro de Pyonyang                                                     | 6 de setembre de 1973  | 2        | 17       | 35             | 300.000            |                  |
| 045 | Txèquia              | Praga                               |      | Metro de Praga                                                        | 9 de maig de 1974      | 3        | 57       | 59,4           | 1.614.000          |                  |
| 046 | Corea del Sud        | Seül                                |      | Metro de Seül                                                         | 15 d'agost de 1974     | 9        | 308      | 331,5          | 3.587.000          |                  |
| 047 | Brasil               | São Paulo                           |      | Metro de São Paulo                                                    | 14 de setembre de 1974 | 6        | 79       | 90             | 5.900.000          |                  |
| 048 | França               | Lió                                 |      | Metro de Lió                                                          | 9 de desembre de 1974  | 4        | 44       | 32,05          | 704.000            |                  |
| 049 | Ucraïna              | Khàrkiv                             |      | Metro de Khàrkiv                                                      | 23 d'agost de 1975     | 3        | 29       | 39,6           | 650.000            |                  |
| 050 | Xile                 | Santiago de Xile                    |      | Metro de Santiago de Xile                                             | 15 de setembre de 1975 | 7        | 139      | 143,8          | 2.300.000          |                  |
| 051 | Estats Units         | Washington DC                       |      | Metro de Washington                                                   | 27 de març de 1976     | 5        | 86       | 171            | 855.300 (2013)     |                  |
| 052 | Àustria              | Viena                               |      | Metro de Viena                                                        | 8 de maig de 1976      | 5        | 104      | 78,4           | 1.300.000          |                  |
| 053 | Bèlgica              | Brussel·les                         |      | Metro de Brussel·les                                                  | 8 de maig de 1976      | 5        | 59       | 32             | 362.700            |                  |
| 054 | Japó                 | Kobe                                |      | Metro de Kobe                                                         | 13 de març de 1977     | 2        | 28       | 38,1           |                    |                  |
| 055 | Països Baixos        | Amsterdam                           |      | Metro d'Amsterdam                                                     | 14 d'octubre de 1977   | 4        | 52       | 42,5           | 295.000            |                  |
| 056 | Uzbekistan           | Taixkent                            |      | Metro de Taixkent                                                     | 6 de novembre de 1977  | 4        | 38       | 36,2           | 450.000            |                  |
| 057 | França               | Marsella                            |      | Metro de Marsella                                                     | 26 de novembre de 1977 | 2        | 28       | 21,5           | 204.000            |                  |
| 058 | Regne Unit           | Liverpool                           |      | Metro de Liverpool                                                    | 11 d'agost de 1978     | 3        | 38       | 120            | 103.835            |                  |
| 059 | Brasil               | Río de Janeiro                      |      | Metro de Río de Janeiro                                               | 5 de març de 1979      | 3        | 41       | 58             |                    |                  |
| 060 | Estats Units         | Atlanta                             |      | Metro d'Atlanta (MARTA, Metropolitan Atlanta Rapid Transit Authority) | 30 de juny de 1979     | 4        | 38       | 77             | 221.200 (2013)     |                  |
| 061 | Hong Kong            | Hong Kong                           |      | Metro de Hong Kong (MTR, Mass Transit Railway)                        | 30 de setembre de 1979 | 9        | 82       | 174,7          | 4.552.000          |                  |
| 062 | Romania              | Bucarest                            |      | Metro de Bucarest                                                     | 16 de novembre de 1979 | 5        | 63       | 78,25          | 467.000            |                  |
| 063 | Regne Unit           | Newcastle upon Tyne i Sunderland    |      | Metro de Newcastle                                                    | 11 d'agost de 1980     | 2        | 60       | 74,5           | 103.835            |                  |
| 064 | Armènia              | Erevan                              |      | Metro d'Erevan                                                        | 7 de març de 1981      | 1        | 10       | 13,4           | 40.000             |                  |
| 065 | Japó                 | Kyoto                               |      | Metro de Kyoto                                                        | 1 d'abril de 1981      | 2        | 29       | 28,8           |                    |                  |
| 066 | Japó                 | Fukuoka                             |      | Metro de Fukuoka                                                      | 26 de juliol de 1981   | 3        | 35       | 29,8           |                    |                  |
| 067 | Finlàndia            | Hèlsinki                            |      | Metro de Hèlsinki                                                     | 2 d'agost de 1982      | 2        | 30       | 43             | 156.986            |                  |
| 068 | Veneçuela            | Caracas                             |      | Metro de Caracas                                                      | 2 de gener de 1983     | 5        | 50       | 70,5           | 2.000.000          |                  |
| 069 | França               | Lilla                               |      | Metro de Lilla                                                        | 25 d'abril de 1983     | 2        | 62       | 43,7           | 271.000            |                  |
| 070 | Estats Units         | Baltimore                           |      | Metro de Baltimore                                                    | 21 de novembre de 1983 | 1        | 14       | 24,5           | 48.500 (2013)      |                  |
| 071 | Estats Units         | Miami                               |      | Metro de Miami                                                        | 20 de maig de 1984     | 2        | 23       | 39,3           | 72.700 (2013)      |                  |
| 072 | Belarús              | Minsk                               |      | Metro de Minsk                                                        | 29 de juny de 1984     | 2        | 25       | 35,5           | 900.000            |                  |
| 073 | Índia                | Calcuta                             |      | Metro de Calcuta                                                      | 24 d'octubre de 1984   | 3        | 40       | 46,96          | 650.000            |                  |
| 074 | Filipines            | Manila                              |      | Metro de Manila                                                       | 1 de desembre de 1984  | 3        | 31       | 28,8           | 2.800.000          |                  |
| 075 | R.P. de la Xina      | Tianjin                             |      | Metro de Tianjin                                                      | 28 de desembre de 1984 | 6        | 159      | 233,2          | 715.000            |                  |
| 076 | Brasil               | Porto Alegre                        |      | Metro de Porto Alegre                                                 | 2 de març de 1985      | 1        | 20       | 39             | 170.000            |                  |
| 077 | Brasil               | Recife                              |      | Metro de Recife                                                       | 11 de març de 1985     | 4        | 30       | 71,0           | 285.000            |                  |
| 078 | Corea del Sud        | Busan                               |      | Metro de Busan                                                        | 19 de juliol de 1985   | 5        | 129      | 131,9          |                    |                  |
| 079 | Rússia               | Nijni Nóvgorod                      |      | Metro de Nijni Nóvgorod                                               | 20 de novembre de 1985 | 2        | 14       | 18,9           | 82.000             |                  |
| 080 | Canadà               | Vancouver                           |      | Metro de Vancouver                                                    | 11 de desembre de 1985 | 3        | 47       | 68,7           | 396.000            |                  |
| 081 | Rússia               | Novosibirsk                         |      | Metro de Novosibirsk                                                  | 7 de gener de 1986     | 2        | 13       | 15,9           | 225.000            |                  |
| 082 | Brasil               | Belo Horizonte                      |      | Metro de Belo Horizonte                                               | 1 d'agost de 1986      | 1        | 19       | 28,2           | 241.624            |                  |
| 083 | Japó                 | Sendai                              |      | Metro de Sendai                                                       | 15 de juliol de 1987   | 2        | 30       | 28,7           |                    |                  |
| 084 | Egipte               | El Caire                            |      | Metro del Caire                                                       | 27 de setembre de 1987 | 3        | 57       | 70,2           | 4.000.000          |                  |
| 085 | Singapur             | Singapur                            |      | Metro de Singapur                                                     | 7 de novembre de 1987  | 5        | 107      | 148,9          | 2.649.000          |                  |
| 086 | Rússia               | Samara                              |      | Metro de Samara                                                       | 25 de desembre de 1987 | 1        | 9        | 10,3           | 44.000             |                  |
| 087 | Espanya              | Valencia                            |      | Metro de Valencia                                                     | 8 d'octubre de 1988    | 10       | 146      | 161,4          | 164.000            |                  |
| 088 | Brasil               | Teresina                            |      | Metro de Teresina                                                     | 15 d'agost de 1989     | 1        | 9        | 14,5           | 15.000             |                  |
| 089 | Mèxic                | Guadalajara                         |      | Metro de Guadalajara                                                  | 1 de setembre de 1989  | 3        | 48       | 47             |                    |                  |
| 090 | Turquia              | Estambul                            |      | Metro d'Istambul                                                      | 3 de setembre de 1989  | 4        | 99       | 133,7          | 1.200.000          |                  |
| 091 | Itàlia               | Gènova                              |      | Metro de Gènova                                                       | 13 de juny de 1990     | 1        | 8        | 7,1            | 43.161             |                  |
| 092 | Mèxic                | Monterrey                           |      | Metrorrey                                                             | 25 d'abril de 1991     | 3        | 40       | 32,0           | 493.000            |                  |
| 093 | Rússia               | Iekaterinburg                       |      | Metro de Iekaterinburg                                                | 26 d'abril de 1991     | 1        | 9        | 12,7           | 130.000            |                  |
| 094 | Estats Units         | Los Angeles                         |      | Metro de Los Angeles                                                  | 30 de gener de 1993    | 2        | 28       | 28,0           | 168.200 (2013)     |                  |
| 095 | Itàlia               | Nàpols                              |      | Metro de Nàpols                                                       | 28 de març de 1993     | 3        | 30       | 34,5           |                    |                  |
| 096 | R.P. de la Xina      | Shanghai                            |      | Metro de Shanghai                                                     | 28 de maig de 1993     | 18       | 381      | 743            | 6.860.000          |                  |
| 097 | França               | Tolosa de Llenguadoc                |      | Metro de Tolosa                                                       | juny de 1993           | 2        | 37       | 28,2           | 293.000            |                  |
| 098 | Japó                 | Hiroshima                           |      | Metro d'Hiroshima                                                     | 20 d'agost de 1994     | 1        | 21       | 18,4           |                    |                  |
| 099 | Polònia              | Varsòvia                            |      | Metro de Varsòvia                                                     | 7 d'abril de 1995      | 1        | 21       | 21,7           | 465.000            |                  |
| 100 | Espanya              | Bilbao                              |      | Metro de Bilbao                                                       | 11 de novembre de 1995 | 3        | 47       | 49,16          | 238.630            |                  |
| 101 | Corea del Sud        | Daegu                               |      | Metro de Daegu                                                        | 20 de novembre de 1995 | 2        | 59       | 57,3           |                    |                  |
| 102 | Colòmbia             | Medellín                            |      | Metro de Medellín                                                     | 30 de novembre de 1995 | 3        | 28       | 32             | 465.387            |                  |
| 103 | Malàisia             | Kuala Lumpur                        |      | Metro de Kuala Lumpur                                                 | 16 de desembre de 1995 | 3        | 48       | 56             | 326.095            |                  |
| 104 | Ucraïna              | Dniprò                              |      | Metro de Dniprò                                                       | 29 de desembre de 1995 | 1        | 6        | 7,1            | 22.000             |                  |
| 105 | Taiwan               | Taipei                              |      | Metro de Taipei                                                       | 28 de març de 1996     | 11       | 131      | 146,2          | 2.163.285          |                  |
| 106 | Turquia              | Ankara                              |      | Metro d'Ankara                                                        | 30 d'agost de 1996     | 2        | 23       | 23,4           | 310.660            |                  |
| 107 | R.P. de la Xina      | Canton                              |      | Metro de Canton                                                       | 28 de juny de 1997     | 14       | 231      | 390,7          | 5.620.000          |                  |
| 108 | Bulgària             | Sofia                               |      | Metro de Sofia                                                        | 28 de gener de 1998    | 4        | 43       | 40             | 450.000            |                  |
| 109 | Itàlia               | Catania                             |      | Metro de Catania                                                      | 27 de juny de 1999     | 1        | 11       | 8,8            | 11.151             |                  |
| 110 | Corea del Sud        | Incheon                             |      | Metro d'Incheon                                                       | 6 d'octubre de 1999    | 1        | 29       | 29,4           | 199.527            |                  |
| 111 | Tailàndia            | Bangkok                             |      | Metro Aèri de Bangkok                                                 | 5 de desembre de 1999  | 3        | 53       | 30,95          | 668.302            |                  |
| 112 | Iran                 | Teheran                             |      | Metro de Teheran                                                      | febrer de 2000         | 3        | 40       | 74,5           | 2.000.000>         |                  |
| 113 | Turquia              | Esmirna                             |      | Metro d'Esmirna                                                       | 22 de maig de 2000     | 1        | 14       | 16,1           | 173.000            |                  |
| 114 | Brasil               | Brasília                            |      | Metro de Brasília                                                     | 24 de setembre de 2001 | 2        | 24       | 46,5           | 150.000            |                  |
| 115 | França               | Rennes                              |      | Metro de Rennes                                                       | 15 de març de 2002     | 1        | 15       | 9,4            | 135.000            |                  |
| 116 | Turquia              | Bursa                               |      | Metro de Bursa                                                        | 24 d'abril de 2002     | 2        | 31       | 31,0           | 250.000            |                  |
| 117 | Dinamarca            | Copenhaguen                         |      | Metro de Copenhaguen                                                  | 29 d'octubre de 2002   | 4        | 51       | 35,9           | 148.000            |                  |
| 118 | R.P. de la Xina      | Changchun                           |      | Metro de Changchun                                                    | 30 d'octubre de 2002   | 5        | 93       | 100,17         |                    |                  |
| 119 | Portugal             | Porto                               |      | Metro de Porto                                                        | 7 de desembre de 2002  | 6        | 81       | 70 (9,5 subt.) | 152.600            |                  |
| 120 | Índia                | Delhi                               |      | Metro de Nova Delhi                                                   | 24 de desembre de 2002 | 10       | 253      | 389            | 2.010.000          |                  |
| 121 | R.P. de la Xina      | Dalian                              |      | Metro de Dalian                                                       | 1 de maig de 2003      | 4        | 69       | 157,88         | 145.000            |                  |
| 122 | Corea del Sud        | Gwangju                             |      | Metro de Gwangju                                                      | 28 d'abril de 2004     | 1        | 20       | 20,1           |                    |                  |
| 123 | Tailàndia            | Bangkok                             |      | Metro de Bangkok                                                      | 5 de juliol de 2004    | 2        | 34       | 45             |                    |                  |
| 124 | R.P. de la Xina      | Wuhan                               |      | Metro de Wuhan                                                        | 28 de juliol de 2004   | 9        | 228      | 339            | 1.082.000          |                  |
| 125 | Puerto Rico          | San Juan                            |      | Tren Urbà de San Juan                                                 | 27 de desembre de 2004 | 1        | 16       | 17,2           | 42.300 (2013)      |                  |
| 126 | R.P. de la Xina      | Shenzhen                            |      | Metro de Shenzhen                                                     | 28 de desembre de 2004 | 8        | 198      | 178,4          | 2.490.000          |                  |
| 127 | R.P. de la Xina      | Chongqing                           |      | Metro de Chongqing                                                    | 18 de juny de 2005     | 8        | 181      | 311,8          | 1.100.000          |                  |
| 128 | Rússia               | Kazan                               |      | Metro de Kazan                                                        | 27 d'agosto de 2005    | 1        | 10       | 15,82          | 74.000             |                  |
| 129 | R.P. de la Xina      | Nankín                              |      | Metro de Nankín                                                       | 3 de setembre de 2005  | 10       | 159      | 378            | 1.350.000          |                  |
| 130 | Xile                 | Valparaíso                          |      | Metro de Valparaíso                                                   | 23 de novembre de 2005 | 1        | 20       | 43             | 47.100             |                  |
| 131 | Itàlia               | Torí                                |      | Metro de Torí                                                         | 4 de febrer de 2006    | 1        | 23       | 15,1           |                    |                  |
| 132 | Corea del Sud        | Daejeon                             |      | Metro de Daejeon                                                      | 16 de març de 2006     | 1        | 22       | 22,6           |                    |                  |
| 133 | Veneçuela            | Los Teques                          |      | Metro de Los Teques                                                   | 3 de novembre de 2006  | 2        | 5        | 10,2           | 35.500             |                  |
| 134 | Veneçuela            | Valencia                            |      | Metro de Valencia                                                     | 18 de novembre de 2006 | 1        | 9        | 6,2            | 62.000             |                  |
| 135 | Veneçuela            | Maracaibo                           |      | Metro de Maracaibo                                                    | 25 de novembre de 2006 | 1        | 6        | 6,5            | 42.000             |                  |
| 136 | Espanya              | Palma                               |      | Metro de Palma                                                        | 25 d'abril de 2007     | 2        | 15       | 15,55          |                    |                  |
| 137 | Taiwan               | Kaohsiung                           |      | Metro de Kaohsiung                                                    | 9 de març de 2008      | 3        | 61       | 57,5           | 139.043 (2020)     |                  |
| 138 | Suïssa               | Lausana                             |      | Metro de Lausana                                                      | 27 d'octubre de 2008   | 2        | 28       | 15,0           | 119.115            |                  |
| 139 | República Dominicana | Santo Domingo                       |      | Metro de Santo Domingo                                                | 29 de gener de 2009    | 2        | 30       | 28,5           | 138.700            |                  |
| 140 | Turquia              | Adana                               |      | Metro de Adana                                                        | 18 de març de 2009     | 1        | 13       | 14,0           |                    |                  |
| 141 | Espanya              | Sevilla                             |      | Metro de Sevilla                                                      | 2 d'abril de 2009      | 1        | 22       | 18,2           | 61.997             |                  |
| 142 | Emirats Àrabs Units  | Dubai                               |      | Metro de Dubai                                                        | 9 de setembre de 2009  | 2        | 47       | 74,6           |                    |                  |
| 143 | Sud-àfrica           | Johannesburg, Pretoria i Ekhuruleni |      | Metro de Johannesburg                                                 | 8 de juny de 2010      | 1        | 10       | 80             |                    |                  |
| 144 | R.P. de la Xina      | Chengdu                             |      | Metro de Chengdu                                                      | 27 de setembre de 2010 | 5        | 116      | 126            | 900.000            |                  |
| 145 | R.P. de la Xina      | Shenyang                            |      | Metro de Shenyang                                                     | 27 d'octubre de 2010   | 4        | 91       | 116            | 533.000            |                  |
| 146 | R.P. de la Xina      | Foshan                              |      | FMetro                                                                | 3 de novembre de 2010  | 1        | 14       | 20,4           |                    |                  |
| 147 | Aràbia Saudita       | La Meca                             |      | Metro de La Meca                                                      | 13 de novembre de 2010 | 1        | 15       | 18,1           |                    |                  |
| 148 | Iran                 | Mashad                              |      | Metro de Mashad                                                       | 12 de març de 2011     | 1        | 22       | 19             | 100.000            |                  |
| 149 | Perú                 | Lima                                |      | Metro de Lima                                                         | 11 de juliol de 2011   | 2        | 40       | 35             | 600.000            |                  |
| 150 | R.P. de la Xina      | Xi'an                               |      | Metro de Xi'an                                                        | 16 de setembre de 2011 | 5        | 100      | 45,9           | 470.500            |                  |
| 151 | Índia                | Bangalore                           |      | Metro de Bangalore                                                    | 20 d'octubre de 2011   | 2        | 64       | 69,9           | 24.968             |                  |
| 152 | Algèria              | Alger                               |      | Metro d'Alger                                                         | 1 de novembre de 2011  | 1        | 10       | 9              |                    |                  |
| 153 | Kazakhstan           | Almatý                              |      | Metro de Almatý                                                       | 1 de desembre de 2011  | 1        | 11       | 8,5            | 30.000             |                  |
| 154 | R.P. de la Xina      | Suzhou                              |      | Metro de Suzhou                                                       | 28 d'abril de 2012     | 5        | 168      | 186            | 147.000            |                  |
| 155 | R.P. de la Xina      | Kunming                             |      | Metro de Kunming                                                      | 28 de juny de 2012     | 2        | 14       | 40,1           |                    |                  |
| 156 | Espanya              | San Sebastián                       |      | Metro Donostialdea                                                    | 04 d'octubre de 2012   | 1        | 20       | 28             | 22.000             |                  |
| 157 | Brasil               | Fortaleza                           |      | Metro de Fortaleza                                                    | 24 d'octubre de 2012   | 2        | 28       | 43             |                    |                  |
| 158 | R.P. de la Xina      | Hangzhou                            |      | Metro de Hangzhou                                                     | 24 de novembre de 2012 | 7        | 165      | 306            | 512.000            |                  |
| 159 | Itàlia               | Brescia                             |      | Metro de Brescia                                                      | 2 de març de 2013      | 1        | 17       | 13,7           | 40.000             |                  |
| 160 | R.P. de la Xina      | Harbin                              |      | Metro de Harbin                                                       | 26 de setembre de 2013 | 2        | 27       | 31,5           |                    |                  |
| 161 | Índia                | Gurgaon                             |      | Metro de Gurgaon                                                      | 14 de novembre de 2013 | 1        | 6        | 5,1            |                    |                  |
| 162 | R.P. de la Xina      | Zhengzhou                           |      | Metro de Zhengzhou                                                    | 28 de desembre de 2013 | 5        | 98       | 151,8          |                    |                  |
| 163 | Panamà               | Panamà                              |      | Metro de Panamà                                                       | 5 d'abril de 2014      | 2        | 30       | 39,3           | 190.000            |                  |
| 164 | R.P. de la Xina      | Changsha                            |      | Metro de Changsha                                                     | 29 d'abril de 2014     | 1        | 19       | 17,4           |                    |                  |
| 165 | R.P. de la Xina      | Ningbo                              |      | Metro de Ningbo                                                       | 30 de maig de 2014     | 1        | 20       | 20,8           |                    |                  |
| 166 | Índia                | Bombay                              |      | Metro de Bombay                                                       | 8 de juny de 2014      | 3        | 43       | 46,4           |                    |                  |
| 167 | Brasil               | Salvador de Bahía                   |      | Metro de Salvador                                                     | 11 de juny de 2014     | 2        | 28       | 48,1           |                    |                  |
| 168 | R.P. de la Xina      | Wuxi                                |      | Metro de Wuxi                                                         | 01 de juliol de 2014   | 2        | 46       | 56             |                    |                  |
| 169 | Espanya              | Màlaga                              |      | Metro de Málaga                                                       | 30 de juliol de 2014   | 2        | 17       | 11,3           |                    |                  |
| 170 | Iran                 | Shiraz                              |      | Metro de Shiraz                                                       | 11 d'octubre de 2014   | 1        | 6        | 10             | 100.000            |                  |
| 171 | Índia                | Chennai                             |      | Metro de Chennai                                                      | 29 de juny de 2015     | 2        | 42       | 54,15          | 76.800             |                  |
| 172 | Índia                | Jaipur                              |      | Metro de Jaipur                                                       | 3 de juny de 2015      | 1        | 9,6      | 32,5           |                    |                  |
| 173 | Iran                 | Tabriz                              |      | Metro de Tabriz                                                       | 27 d'agost de 2015     | 1        | 6        | 7              |                    |                  |
| 174 | Iran                 | Esfahan                             |      | Metro d'Esfahan                                                       | 15 d'octubre de 2015   | 1        | 14       | 16,2           |                    |                  |
| 175 | R.P. de la Xina      | Qingdao                             |      | Metro de Qingdao                                                      | 16 de desembre de 2015 | 3        | 58       | 99,29          |                    |                  |
| 176 | R.P. de la Xina      | Nanchang                            |      | Metro de Nanchang                                                     | 26 de desembre de 2015 | 2        | 41       | 44,3           |                    |                  |
| 177 | R.P. de la Xina      | Fuzhou                              |      | Metro de Fuzhou                                                       | 18 de maig de 2016     | 2        | 43       | 55,5           |                    |                  |
| 178 | R.P. de la Xina      | Dongguan                            |      | Metro de Dongguan                                                     | 27 de maig de 2016     | 1        | 15       | 37,7           |                    |                  |
| 179 | R.P. de la Xina      | Nanning                             |      | Metro de Nanning (Nanning Rail Transit)                               | 28 de juny de 2016     | 2        | 41       | 53,1           |                    |                  |
| 180 | R.P. de la Xina      | Hefei                               |      | Metro de Hefei                                                        | 26 de desembre de 2016 | 2        | 47       | 52,4           |                    |                  |
| 181 | R.P. de la Xina      | Shijiazhuang                        |      | Metro de Shijiazhuang                                                 | 26 de desembre de 2016 | 3        | 51       | 61,6           |                    |                  |
| 182 | Índia                | Kochí                               |      | Metro de Kochí                                                        | 26 de desembre de 2016 | 1        | 25       | 18,4           |                    |                  |
| 183 | Taiwan               | Taoyuan                             |      | Metro de Taoyuan                                                      | 2 de març de 2017      | 1        | 21       | 51,03          |                    |                  |
| 184 | Índia                | Lucknow                             |      | Metro de Lucknow                                                      | 5 de setembre de 2017  | 1        | 8        | 8,5            |                    |                  |
| 185 | Espanya              | Granada                             |      | Metro de Granada                                                      | 21 de setembre de 2017 | 1        | 26       | 16             |                    |                  |
| 186 | Índia                | Hyderabad                           |      | Metro de Hyderabad                                                    | 29 de novembre de 2017 | 3        | 57       | 69             |                    |                  |
| 187 | R.P. de la Xina      | Guiyang                             |      | Metro de Guiyang                                                      | 28 de desembre de 2017 | 1        | 10       | 12,9           |                    |                  |
| 188 | R.P. de la Xina      | Xiamen                              |      | Metro de Xiamen                                                       | 31 de desembre de 2017 | 2        | 52       | 71,9           |                    |                  |
| 189 | Nigèria              | Abuja                               |      | Metro d'Abuja                                                         | 12 de juliol de 2018   | 2        | 12       | 44,7           |                    |                  |
| 190 | R.P. de la Xina      | Urumchi                             |      | Metro de Urumqi                                                       | 25 d'octubre de 2018   | 1        | 21       | 26,5           |                    |                  |
| 191 | R.P. de la Xina      | Wenzhou                             |      | Metro de Wenzhou                                                      | 23 de gener de 2019    | 1        | 23       | 53,5           |                    |                  |
| 192 | Índia                | Noida                               |      | Metro de Noida                                                        | 25 de gener de 2019    | 1        | 21       | 29,7           |                    |                  |
| 193 | Índia                | Ahmedabad                           |      | Metro de Ahmedabad                                                    | 04 de març de 2019     | 1        | 4        | 6,5            |                    |                  |
| 194 | Índia                | Nagpur                              |      | Metro de Nagpur                                                       | 8 de març de 2019      | 2        | 16       | 24,5           |                    |                  |
| 195 | R.P. de la Xina      | Jinan                               |      | Metro de Jinan                                                        | 01 d'abril de 2019     | 2        | 23       | 47,9           |                    |                  |
| 196 | Indonèsia            | Jakarta                             |      | Metro de Jakarta                                                      | 24 d'abril de 2019     | 1        | 13       | 20,1           |                    |                  |
| 197 | Qatar                | Doha                                |      | Metro de Doha                                                         | 08 de maig de 2019     | 3        | 37       | 76             |                    |                  |
| 198 | Austràlia            | Sydney                              |      | Metro de Sydney                                                       | 26 de maig de 2019     | 1        | 21       | 26,5           |                    |                  |
| 199 | R.P. de la Xina      | Lanzhou                             |      | Metro de Lanzhou                                                      | 23 de juny de 2019     | 1        | 20       | 25,9           |                    |                  |
| 200 | R.P. de la Xina      | Changzhou                           |      | Metro de Changzhou                                                    | 21 de setembre de 2019 | 1        | 29       | 34,24          |                    |                  |
| 201 | R.P. de la Xina      | Xuzhou                              |      | Metro de Xuzhou                                                       | 28 de setembre de 2019 | 1        | 18       | 21,97          |                    |                  |
| 202 | Macau                | Macau                               |      | Metro de Macau                                                        | 10 de desembre de 2019 | 2        | 21       | 20             |                    |                  |
| 203 | R.P. de la Xina      | Hohhot                              |      | Metro de Hohhot                                                       | 29 de desembre de 2019 | 2        | 44       | 21,719         |                    |                  |
| 204 | Pakistan             | Lahore                              |      | Metro de Lahore                                                       | 25 d'octubre de 2020   | 1        | 26       | 27,1           |                    |                  |
| 205 | Taiwan               | Taichung                            |      | Metro de Taichung                                                     | 16 de novembre de 2020 | 1        | 18       | 16,71          |                    |                  |
| 206 | R.P. de la Xina      | Taiyuan                             |      | Metro de Taiyuan                                                      | 26 de desembre de 2020 | 1        | 23       | 23,65          |                    |                  |
| 207 | R.P. de la Xina      | Luoyang                             |      | Metro de Luoyang                                                      | 28 de març de 2021     | 1        | 19       | 25,3           |                    |                  |
| 208 | R.P. de la Xina      | Shaoxing                            |      | Metro de Shaoxing                                                     | 05 de juliol de 2021   | 1        | 10       | 20,3           |                    |                  |
| 209 | R.P. de la Xina      | Wuhu                                |      | Metro de Wuhu                                                         | 3 de novembre de 2021  | 1        | 25       | 30,4           |                    |                  |
| 210 | Vietnam              | Hanoi                               |      | Metro de Hanoi                                                        | 6 de novembre de 2021  | 2        | 12       | 12,5           |                    |                  |
| 211 | Índia                | Kanpur                              |      | Metro de Kanpur                                                       | 28 de desembre de 2021 | 2        | 9        | 08,6           |                    |                  |
| 212 | Índia                | Pune                                |      | Metro de Pune                                                         | 06 de març de 2022     | 1        | 6        | 5,1            |                    |                  |
| 213 | R.P. de la Xina      | Jinhua                              |      | Metro de Jinhua                                                       | 30 d'agost de 2022     | 2        | 30       | 107            |                    |                  |
| 214 | R.P. de la Xina      | Nantong                             |      | Metro de Nantong                                                      | 10 de novembre de 2022 | 1        | 18       | 324            |                    |                  |
| 215 | Equador              | Quito                               |      | Metro de Quito                                                        | 21 de desembre de 2022 | 1        | 15       | 22,6           |                    |                  |
| 216 | R.P. de la Xina      | Taizhou                             |      | Metro de Taizhou                                                      | 28 de desembre de 2022 | 1        | 15       | 52,4           |                    |                  |
| 217 | Bangladesh           | Dacca                               |      | Metro de Dacca                                                        | 28 de desembre de 2022 | 5        | 68       | 20,10          |                    |                  |
| 218 | Iran                 | Karaj                               |      | Metro de Karaj                                                        | 27 de febrer de 2023   | 1        | 2        | 6,5            |                    |                  |
| 219 | Estats Units         | Honolulu                            |      | Metro de Honolulu                                                     | 30 de juny de 2023     | 1        | 21       | 32             |                    |                  |
| 220 | Nigèria              | Lagos                               |      | Metro de Lagos                                                        | 4 de setembre de 2023  | 1        | 5        | 27             |                    |                  |
| 221 | Índia                | Navi Mumbai                         |      | Metro de Navi Mumbai                                                  | 18 de novembre de 2023 | 1        | 11       | 23,4           |                    |                  |

### Sistemes en construcció
| Nom                         | Localizació        | País                       | Data d'inici de construcció | Línies | Estacions | Longitud | Mapa de la xarxa |
| --------------------------- | ------------------ | -------------------------- | --------------------------- | ------ | --------- | -------- | ---------------- |
| Metro de Curitiba           | Curitiba           | Brasil                     | En projecte                 | 1      | 22        | 24       |                  |
| Metro de Florianópolis      | Florianópolis      | Brasil                     | En projecte                 | 2      | 49        | 62,8     |                  |
| Metro de Goiânia            | Goiânia            | Brasil                     | En projecte                 | 1      | 18        | 15       |                  |
| Metro de Guarenas-Guatire   | Guarenas-Guatire   | Veneçuela                  | En construcció              | 1      | 7         | 12       |                  |
| Metro de Astaná             | Astanà             | Kazakhstan                 | En projecte                 | 1      | 12        | 9,5      |                  |
| Metro de Asunción           | Asunción           | Paraguai                   | En projecte                 | 2      | 49        | 62,8     |                  |
| Metro de Cusco              | Cusco              | Perú                       | En projecte                 | 6      | 58        | 23       |                  |
| Metro de Patna              | Patna              | Índia                      | En projecte                 | 1      | 6         | 5,1      |                  |
| Metro de Ciudad Ho Chi Minh | Ciutat Ho Chi Minh | Vietnam                    |                             | 2      | 25        | 31       |                  |
| Metrotranvía de Rosario     | Rosario            | Argentina                  | En projecte                 |        |           |          |                  |
| Metro de Omsk               | Omsk               | Rússia                     | En construcció              | 1      | 5         | 7,5      |                  |
| Metro d'Agra                | Agra               | Índia                      | En projecte                 | 1      | 6         | 5,1      |                  |
| Metro d'Ulán Bator          | Ulan Bator         | Mongòlia                   | En construcció              | 1      | 14        | 17,7     |                  |
| Metro d'Abidjan             | Abidjan            | Costa d'Ivori              |                             | 1      | 20        | 37,5     |                  |
| Metro de Nova Taipei        | Nova Taipei        | Taiwan                     |                             |        |           |          |                  |
| Metro de Riad               | Riad               | Aràbia Saudita             |                             | 6      | 84        | 176      |                  |
| Metro de Jiddah             | Jiddah             | Aràbia Saudita             |                             | 3      |           |          |                  |
| Metro de Krasnoyarsk        | Krasnoiarsk        | Rússia                     |                             | 2      | 9         |          |                  |
| Metro de Dublín             | Dublín             | Irlanda                    |                             | 2      |           |          |                  |
| Metro de Cheliábinsk        | Cheliábinsk        | Rússia                     |                             | 1      | 4         | 5,7      |                  |
| Metro de Salónica           | Salónica           | Grècia                     |                             | 2      | 13        | 19,6     |                  |
| Metro de Bogotá             | Bogotá             | Colòmbia                   |                             | 2      | 27        | 38,3     |                  |
| Metro de Ulsan              | Ulsan              | Corea del Sud              |                             | 4      |           | 48,25    |                  |
| Metro de Yangon             | Yangon             | Myanmar                    |                             | 1      | 13        | 18       |                  |
| Metro de Belgrad            | Belgrad            | Sèrbia                     |                             | 2      | 43        | 40,5     |                  |
| Suburban Rail Loop          | Melbourne          | Austràlia                  |                             | 4      |           | 90       |                  |
| Metro de Vílnius            | Vílnius            | Lituània                   | 2023                        | 3      |           |          |                  |
| Metro d'Abu Dhabi           | Abu Dhabi          | Emirats Àrabs Units        | 2023                        | 3      |           |          |                  |
| METRO YAREN                 | YAREN              | Flag_of_Nauru (3-2).svg    | 2028                        | 1      |           |          |                  |
| METRO FUNAFUTI              | FUNAFUTI           | Tuvalu                     | 2028                        | 1      | 2         | 2        |                  |
| METRO APIA                  | APIA               | Samoa                      | 2029                        | 1      |           |          |                  |
| METRO ALOFI                 | ALOFI              | Niue                       |                             | 1      |           |          |                  |
| METRO MAJURO                | MAJURO             | Plantilla:ISLA MARSHALL    | 2029                        | 1      |           |          |                  |
| METRO PORT VILA             | PORT VILA          | Flag_of_Vanuatu (3-2).svg  | 2029                        | 1      |           |          |                  |
| METRO TARAWA                | TARAWA             | Flag_of_Kiribati (3-2).svg | 2029                        | 1      |           |          |                  |
| METRO NADI                  | NADI               | Flag_of_Fiji (3-2).svg     | 2029                        | 2      |           |          |                  |
| METRO SUVA                  | SUVA               | Flag_of_Fiji (3-2).svg     |                             | 2      |           | 4        |                  |